# Margarinotus sutus
Margarinotus sutus är en skalbaggsart som först beskrevs av Lewis 1884.  Margarinotus sutus ingår i släktet Margarinotus och familjen stumpbaggar. Inga underarter finns listade i Catalogue of Life.